# Sikorsky S-2
O Sikorsky S-2 foi a segunda aeronave de asa fixa projetada por Igor Sikorsky utilizando a seção da asa principal do S-1 e um motor de 25 hp Anzani de três cilindros com configuração por impulsão. Durante sua primeira tentativa de voo em 3 de Junho de 1910, o biplano atingiu uma altura de 2 a 4 pés (0,61 a 1,22 m) e viajou por aproximadamente 200 yd (183 m). Após vários voos bem sucedidos, o S-2 ficou completamente destruído em 30 de Junho quando Sikorsky estolou a aeronave a uma altitude de 70 ft (21,3 m).